# Страхомер
Страхомер (на словенски: Strahomer) е село в Словения, регион Средна Словения, община Иг. Според Националната статистическа служба на Република Словения през 2015 г. селото има 156 жители.